# Heligmonevra forcipatus
Heligmonevra forcipatus är en tvåvingeart som först beskrevs av Meijere 1916.  Heligmonevra forcipatus ingår i släktet Heligmonevra och familjen rovflugor. Inga underarter finns listade i Catalogue of Life.